# ARM Reformador
El buque ARM Reformador (POLA-101), luego renombrado como ARM-101 Benito Juárez es una fragata construida en el astillero de Marina de México No. 20, en Salina Cruz, México y el astillero holandés Damen Shipyards. Diseñadas en México como Patrulla Oceánica de Largo Alcance serán utilizadas por la Armada de México en la vigilancia oceánica, patrullaje de la zona económica exclusiva, búsqueda y rescate; apoyo a la población civil en caso de desastre; apoyo marítimo y presencia disuasoria en contra de buques y aviones infractores.
Con este nuevo buque, la Armada de México tendrá una mayor cobertura en la vigilancia y protección para la salvaguarda de la Soberanía Nacional, más allá de la zona económica exclusiva, además permitirá efectuar operaciones de búsqueda y rescate de largo alcance, ayuda humanitaria nacional e internacional y ejercicios multinacionales.

## Diseño y características
Suite electrónica:

• Sistema de adquisición de datos oceanográficos, Lockheed Martin Mk21 USB

• Sistema integral de control de comunicaciones, Indra Hermesys

• Sistema de seguridad electro-óptico, Thales Gatekeeper

• Sistema de radar, Raytheon Anschütz Synapsis

• Sistema de manejo de misión, Thales Tácticos

• Sistema de identificación amigo-enemigo, Thales TSB 2525

• Sistema de defensa electrónica, Indra Rigel RESM/RECM

• Radar de vigilancia 3D Banda E/F, Thales SMART-S Mk2

• Radar de seguimiento y control de tiro, Thales Stir 1.2 EO Mk2

• Sonar profundidad variable, Thales Captas-2

• Lanzador de señuelos, Terma C-Guard DL-12T (12 tubos)
Armamento:
• 1 cañón 57mm, BAE Systems Bofors Mk3, alcance efectivo 17 km

• 1 cañón 25mm, BAE Systems Mk38 Mod 3, alcance efectivo 2.5 km

• 6 Ametralladoras 12.7mm, Fn herstal M2HB-QCB

• 6 Torpedos ligeros antisubmarino, Raytheon Mk54 Mod 0 (2 Lanzadores triples Mk32 SVTT)

• 8 Misiles antibuque (no instalado), Boeing RGM-84L Harpoon Block II (Lanzadores Mk141 GMLS), alcance efectivo 210 km

• 21 Misiles antiaéreos-antimisil, Raytheon RIM-116 RAM II (Lanzador Mk31 de 21 celdas), alcance efectivo 10 km
• RIM-162 Evolved Sea Sparrow (no instalado)

## Historia
En el año 2015 la Armada de México daba a conocer un Programa de Inversión de Adquisiciones identificado con clave 15132110001 para fabricar un buque tipo patrullera, de bajo costo de adquisición y operación que pudiese ser construido en un astillero local con la transferencia tecnológica de un fabricante internacional para el desarrollo de los astilleros navales y de la industria naval así como para comenzar la sustitución de las fragatas Clase Bravo, por lo cual hubo acercamiento con 2 fabricantes europeos Naval Group y Damen Shipyards los cuales ofrecían en el primer de los casos la corbeta multi-misión Gowind 2500 y la fragata multipropósito Sigma construida en 6 módulos,
naval group planteaba la opción de construir un primer buque en sus astilleros y el segundo buque en astilleros mexicanos, por su parte damen ofrecía la fabricación de 2 módulos en sus astilleros y los 4 módulos restantes así como la integración de los mismos en un astillero mexicano con una amplia transferencia de tecnología en sistema de detección, propulsión e integración para el desarrollo de la industria naval mexicana.
El 14 de abril de 2017 se firmaba el contrato y así se daba a conocer la decisión de la Armada de México por la opción de Damen con una versión basada en la Sigma 10514 denominada Sigma 10514 POLA en alusión al nombre del proyecto (Patrulla Oceánica de Largo Alcance) y el 17 de agosto del mismo año se iniciaba la construcción del primer módulo en los países bajos con la ceremonia de puesta de quilla con la presencia de mandos de la Semar y Sedena entre ellos el entonces secretario de Marina Sr. Almirante Vidal Francisco Soberón Sans y el Sr. Secretario de Defensa Nacional Salvador Cienfuegos Zepeda en compañía de directivos de Damen.
2 meses después en octubre del año daba inicio la construcción del primer módulo en territorio mexicano específicamente en el Astimar #20 en Salina Cruz Oaxaca en una ceremonia muy hermética en presencia de varias autoridades.
15 meses después el 23 de noviembre de 2018 en el Astillero de Marina No. 20 en Salina Cruz, Oaxaca, el en entonces presidente y comandante supremo de las Fuerzas Armadas el Sr. Lic. Enrique Peña Nieto presidía la botadura y abanderamiento de la Patrullera ARM Reformador como fue bautizada, en la cual tocaba por primera vez las aguas del océano Pacífico, iniciando su fase de alistamiento pocos días después el 1 de diciembre la cual duraría cerca de 1 año.
Finalizada su etapa de alistamiento en el mes de octubre de 2019 la Patrulla Oceánica de Largo Alcance realiza pruebas en puerto durante cerca de 2 semanas y del 18 de noviembre al 9 de diciembre del mismo año realiza las Pruebas de Aceptación en la Mar (SAT–Sea Acceptance Trials), en inmediaciones de las costas de Oaxaca y Guerrero,
las cuales cumplieron el propósito de probar los sistemas de propulsión, maquinaria, comunicaciones y sensores del Buque.
durante las pruebas del Sistema de Armas se contó con la participación de dos aviones de combate F-5 Tiger ll de la Fuerza Aérea Mexicana, unidades consideradas adecuadas para la realización de las pruebas de detección de blancos en vuelos supersónicos, así como detección y seguimiento de objetivos múltiples.
El 6 de febrero de 2020 se realiza la ceremonia de entrega y puesta en servicio activo en la Armada de México de la Fragata ARM Reformador en la Flota Naval del Pacífico,
se espera que en el mes de marzo la POLA zarpe hacia Estados Unidos al The United States Fleet Forces Command (USFF) para una certificación y que el buque este apto para participar en ejercicios multinacionales e interoperar con otras marinas aliadas.